# Château de l'abbé de Bouzey
Le château de l'abbé de Bouzey est un château situé à Laneuveville-devant-Nancy, dans le département de Meurthe-et-Moselle.

## Situation
Le château se situe 7, rue Jeannequin.

## Histoire
L'édifice a été construit entre 1750 et 1760 pour l'abbé de Bouzey.
Le château proprement dit, le mur de la terrasse, le nymphée, l'escalier de plan circulaire, la fontaine et le parc sont classés au titre des monuments historiques par arrêté du 26 mars 1958.

## Description
L'édifice se constitue de deux anges sculpteurs qui sont mis sur le portail, la façade est surplombe la Meurthe.